# اکلار
اکلار (به انگلیسی: Aclare) یک روستا در ایرلند است که در شهرستان اسلایگو واقع شده‌است.

## خصوصیات
اکلار ۳۰۹ نفر جمعیت دارد و ۵۳ متر بالاتر از سطح دریا واقع شده‌است.